# Đánh quay

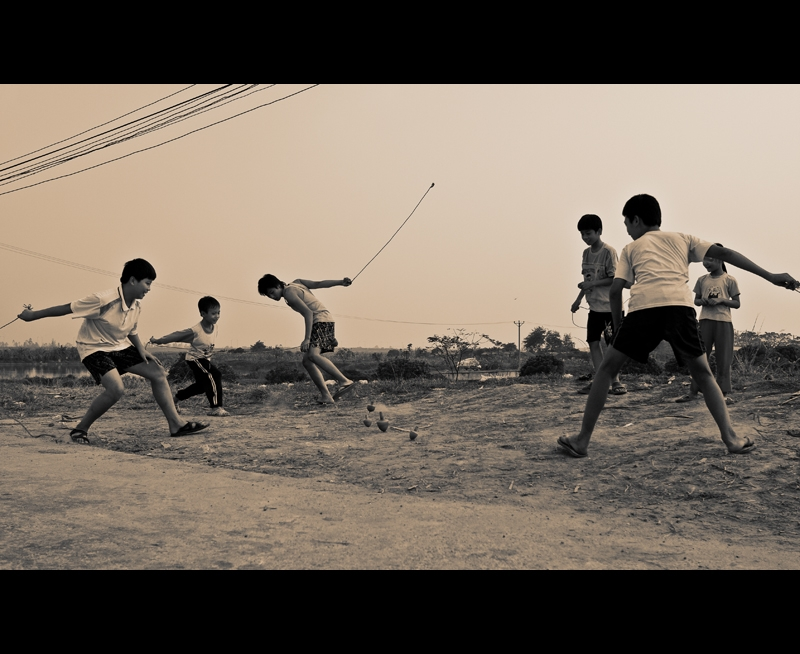
Trẻ em đang đánh quay

Đánh quay, còn gọi là đánh cù hoặc đánh gụ, là một trò chơi dân gian phổ biến ở hầu hết các sắc tộc của Việt Nam. Đây là trò chơi ngoài trời chủ yếu dành cho các bé trai nhưng cũng còn được thanh niên và những người già chơi, nó có thể có những tên gọi khác tùy theo sắc tộc như đánh tu lu (người Mông)...

## Công cụ

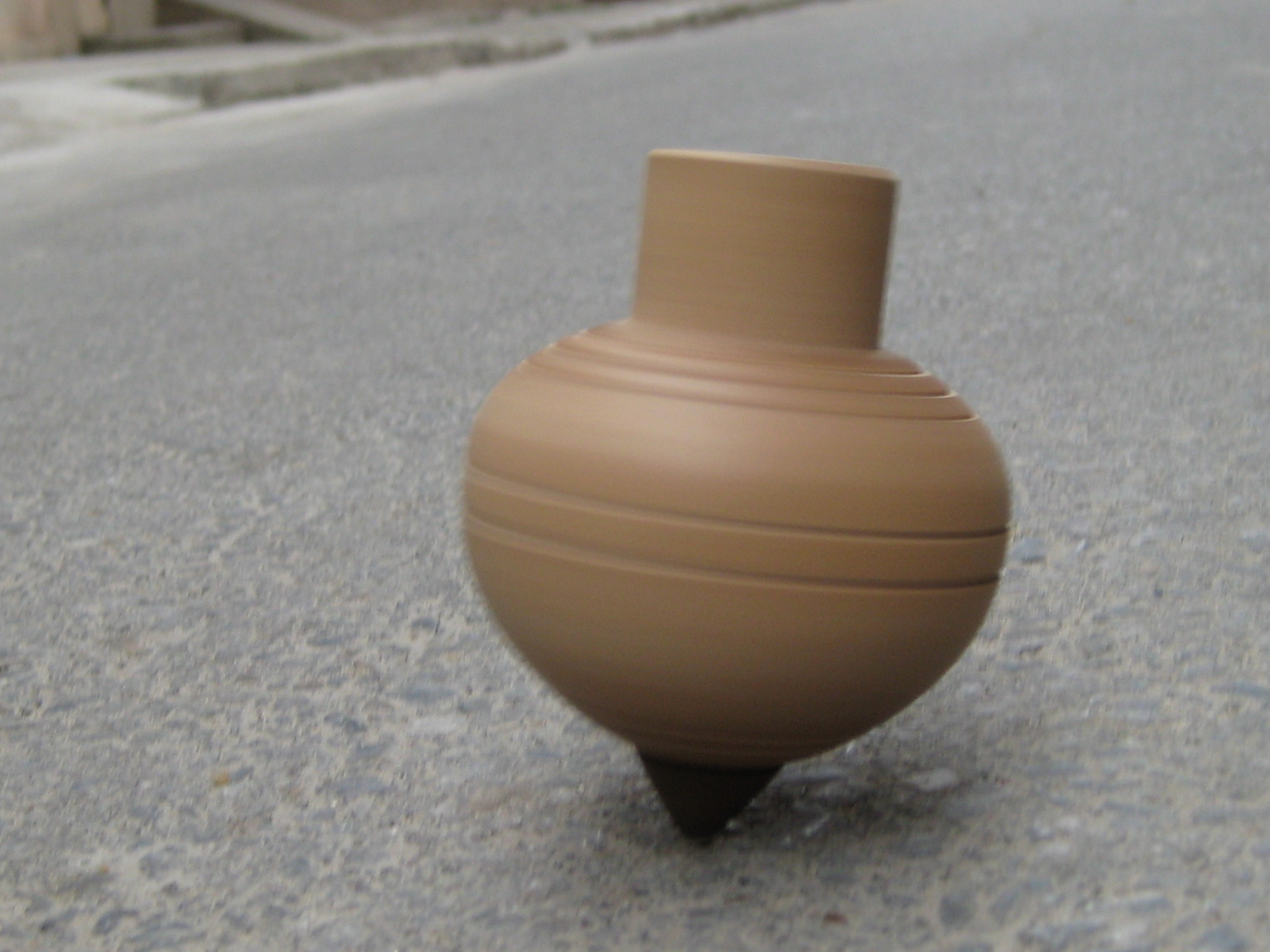
Cù chuối

- Con quay: thường được làm bằng gỗ tốt, bền, thường là gỗ xoan; hoặc thứ gỗ gì dễ đẽo gọt sừng súc vật. Con quay có cấu tạo gồm 3 phần chủ yếu là thân, đinh quay và mấu để quấn dây. 
  - Thân được chế tác theo hai hình dạng chính: hình quả chuông và hình nón cụt. Con quay thân hình quả chuông gọi là cù chuối hay quay chuối; con quay có thân hình nón cụt gọi là cù dái dê hay quay dái dê.
  - Đinh quay được đóng dọc theo trục thân quay ở phía nhỏ hơn của nó, ở một số sắc tộc, thân có phần cuối nhọn để làm đinh quay mà không cần dùng đinh đóng vào. Đinh sắt được cắt đi phần mũ thường được dùng làm đinh quay và nếu đầu quay đập dẹt thì gọi là đinh tràng. Ngoài ra bi sắt loại nhỏ cũng có thể dùng làm đinh quay và gọi là đinh bi. Việc bổ, quật mạnh gụ xuống đất và quật vào gụ khác nhiều lần khi chơi có thể làm đinh gụ đóng lún sâu vào trong thân hơn mức đóng ban đầu, khiến đinh quay bị mòn, thấp đi hoặc lún sâu vào thân quay. Những năm gần đây, đầu thoi dệt bằng sắt cũng được sử dụng và gọi là đinh thoi hay đinh mũ. Loại đinh này có chân đế hình nón, sau khi đóng vào gụ, chân đế tỏa rộng ra xung quanh như giá đỡ, vì vậy việc quật, bổ mạnh nhiều lần xuống đất không làm cho đinh gụ bị đóng sâu vào thân gụ. Đinh của cù dái dê dài hơn của cù chuối do vậy loại cù này không được đóng đinh bi hoặc đinh thoi.
  - Mấu để quấn dây của cù dái dê thường ở đầu có đinh còn của cù chuối lại ở đầu kia và đối với cù chuối thì bộ phận này gọi là tu. Con quay được làm thủ công hoặc tiện bằng máy có kích thước từ nhỏ đến to tùy ý thích và phù hợp với người chơi. Để tránh bị hư hại khi bị đinh của con quay khác bổ trúng, tu còn có thể được bọc kim loại, trẻ em hay dùng vỏ đạn cỡ nhỏ hay tôn, sắt.
- Dây quay: dây quay được làm từ sợi có độ bền cao (sợi bện, dây đay, dây len, dây gai hoặc dây bằng vật liệu tổng hợp...) để có thể sử dụng lâu dài; chiều dài và kích thước của dây phù hợp với sải tay của người chơi cũng như kích thước con quay.

## Kỹ thuật

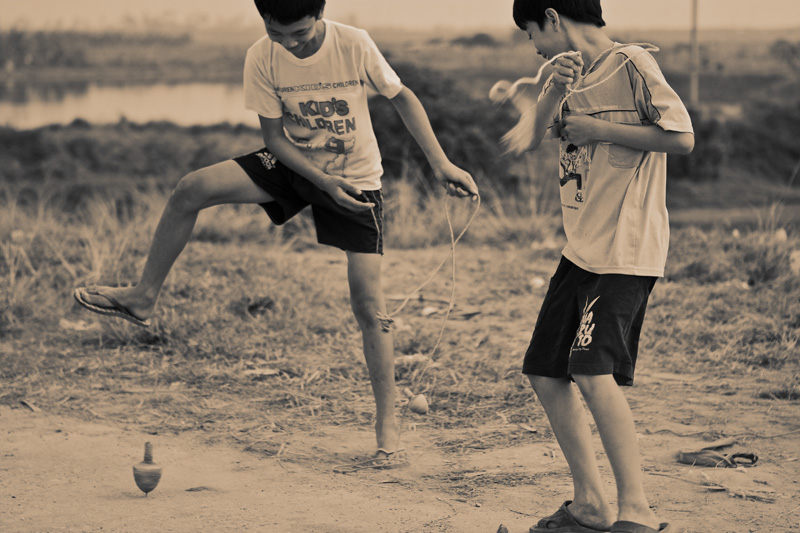
Kỹ thuật chơi

Kỹ thuật chủ yếu của trò đánh quay gọi là bổ, cách thực hiện khá đơn giản, chỉ cần quấn chặt dây quay vào con quay bắt đầu từ điểm mấu quấn dây tiếp xúc với thân quay theo vòng rộng dần. Người chơi giữ chặt đầu dây còn lại (hoặc quấn vào ngón tay) để bổ con quay, nghĩa là lăng cho con quay văng ra và thường kết hợp với lực giật đầu dây đang giữ để con quay quay được nhiều vòng hơn. Theo động tác bổ có thể phân ra thành ba cách chính:
- Ra quay: người chơi hơi cúi xuống và khuỵu chân, để con quay ở khoảng ngang bụng rồi lăng con quay ra, tay giật dây di chuyển gần như song song với mặt đất.
- Bổ thượng: người chơi đứng thẳng, tay cầm quay cao ngang gáy rồi ném quay xuống theo phương thẳng đứng, tay giật dây di chuyển từ dưới lên trên.
- Bổ vát: cách thực hiện gần như bổ thượng nhưng không theo phương thẳng đứng mà theo đường chéo.

Do vị trí của mấu quấn dây khác nhau nên khi bổ thượng hoặc bổ vát vị trí chuẩn bị của con quay cũng khác nhau ở hai loại con quay. Cù chuối được để đầu có đinh hướng lên trên còn cù dái dê thì ngược lại.

## Luật chơi

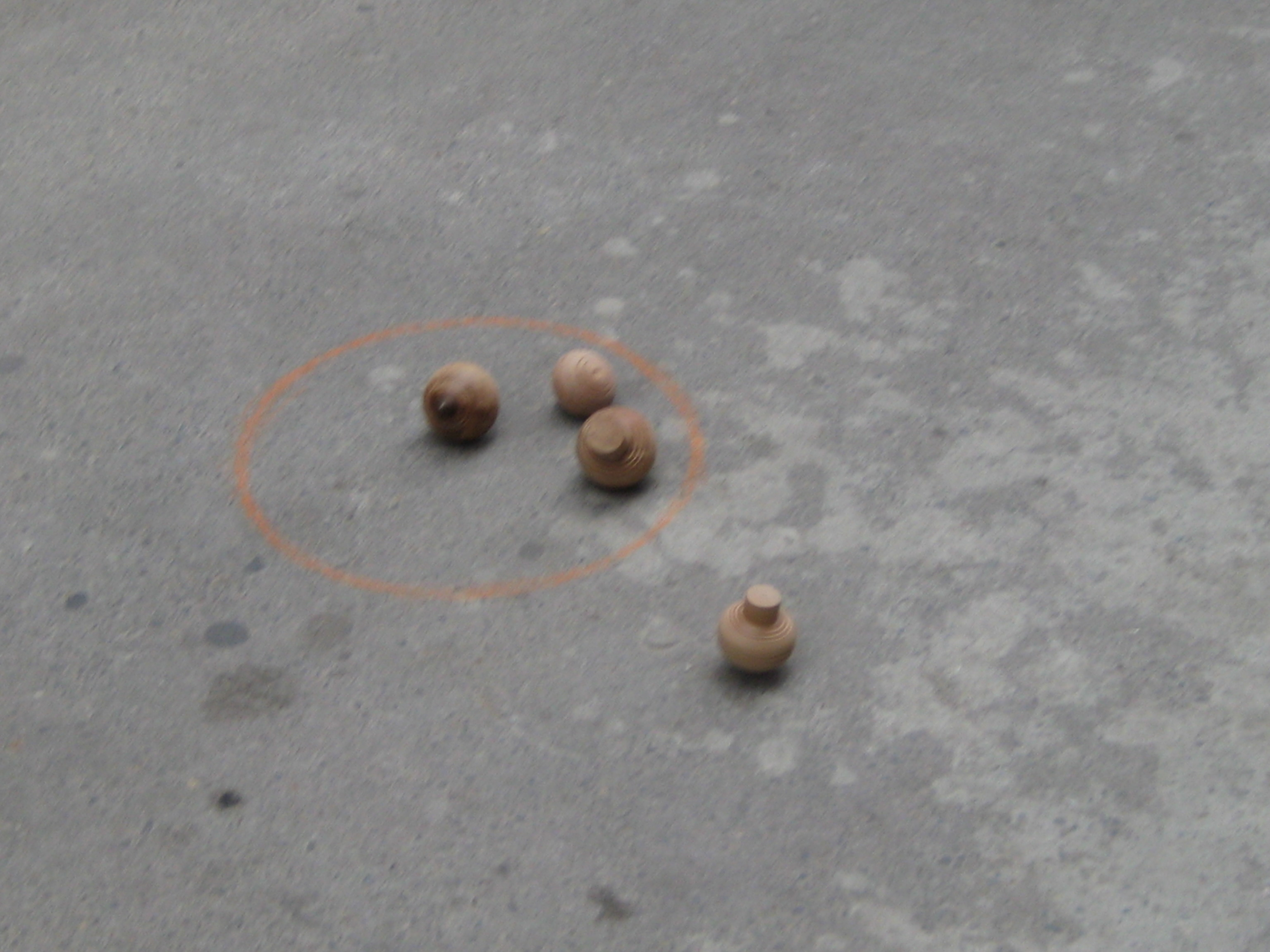
Những con quay trong thể thức chơi đồng hầm

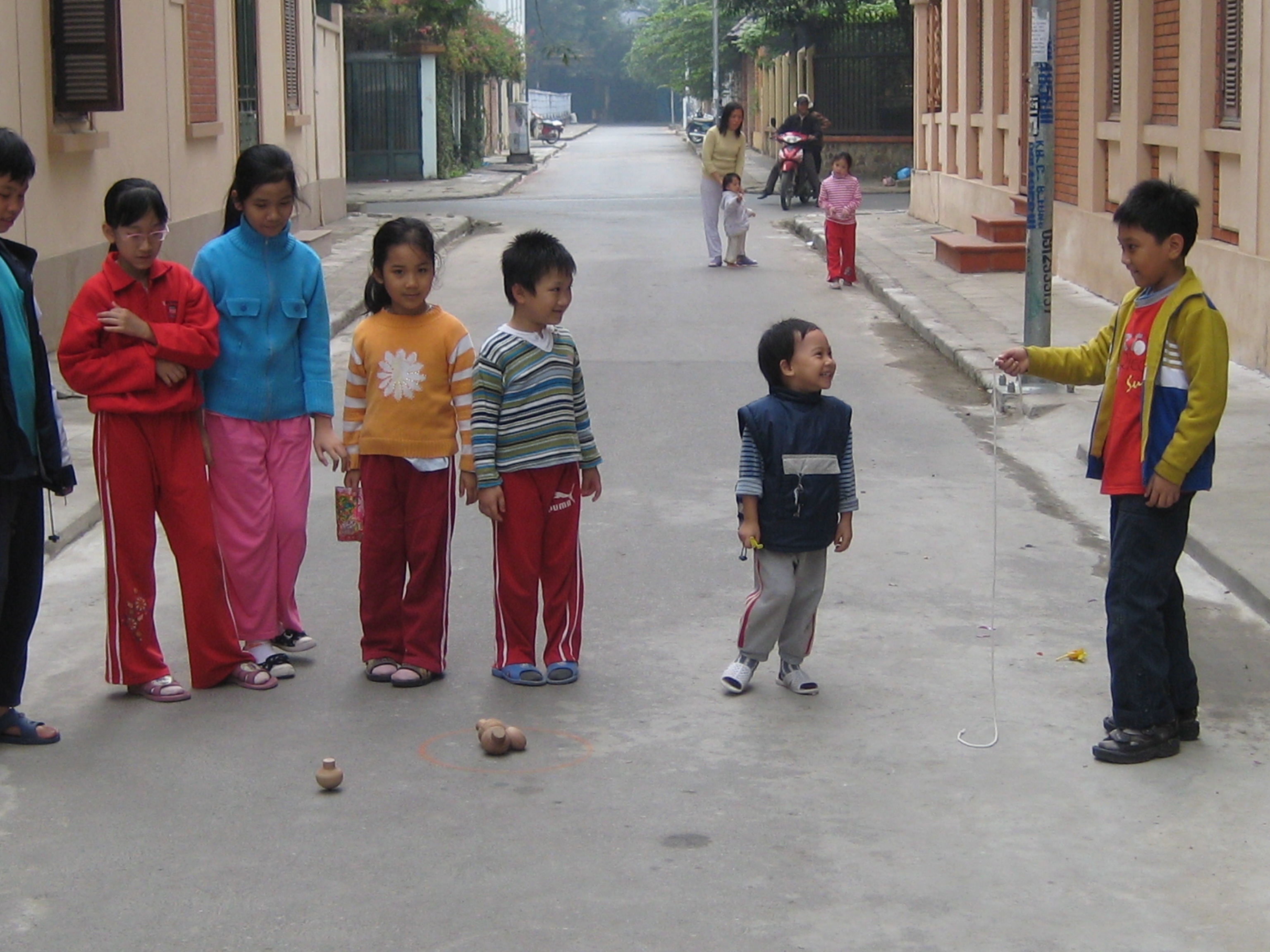
Trẻ em đang đánh quay

- Chơi biểu diễn (còn gọi là đồng triệt): những người tham gia theo hiệu lệnh cùng bổ con quay xuống mặt sân chơi, con quay của ai quay được lâu nhất thì coi là thắng cuộc, âm thanh phát ra từ những con quay nghe rất vui tai. Chơi biểu diễn còn có thể vẽ một vòng tròn trên mặt đất rồi cho con quay quay trong đó.
- Hầm (còn gọi là đồng hầm): những người chơi cùng thực hiện bổ con quay, một hoặc nhiều người chơi (tùy thỏa thuận) có con quay dừng sớm nhất sẽ bị hầm, nghĩa là phải để cho những người khác bổ con quay vào con quay của mình. Thể thức này cũng có thể chia làm hai phe để chơi, hai bên cử một đại diện ra để xác định đội bị hầm. Hầm lại có hai thể thức chính là hầm động và hầm tĩnh, trẻ em gọi là hầm sống và hầm chết. Nếu hầm sống thì những người bị hầm sẽ cho con quay của mình quay và những người được hầm tìm cách bổ trúng. Nếu hầm chết thì những người chơi sẽ vẽ một vòng tròn trên mặt sân chơi, những con quay bị hầm được cho vào đó để người được hầm bổ xuống. Trong thể thức hầm sống, con quay rất dễ bị đinh bổ trúng tu và nếu tu bị mất hẳn thì không thể quấn dây để chơi được nữa. Trong khi hầm, nếu con quay của người được hầm không, hay gần như không quay được trên mặt đất hoặc quay bằng tu chứ không phải bằng đinh thì con quay đó sẽ trở thành bị hầm. Ở thể thức hầm chết, ngoài trường hợp vừa nêu, nếu con quay của người được hầm khi dừng quay nằm lại trong lò thì con quay đó cũng bị đưa vào hầm; ngược lại, con quay đang bị hầm mà sau khi bị va chạm văng ra khỏi lò thì coi như được cứu thoát và người chủ có quyền hầm những con quay còn lại. Để "cứu" một con quay đang bị hầm, người chơi hay áp dụng kỹ thuật bổ vát còn để gây thiệt hại thì dùng bổ thượng. Còn có một biến thể mà ít ai muốn con quay của mình bị hầm là chỉ chọn ra một con quay duy nhất cho vào lò, những người được hầm sẽ bổ con quay của mình nhằm đưa "nạn nhân" đến một vị trí bất lợi như vũng nước, hố vôi, cống nước thải... thậm chí ao nước. Chỉ khi nào những người được hầm đạt mục đích thì vòng chơi mới bắt đầu lại bằng cách chọn ra một con quay khác để hầm. Tuy nhiên trong cách chơi này những người được hầm cũng rất dễ trở thành nạn nhân vì nếu không khéo léo chính con quay của họ cũng có thể rơi xuống vị trí không mong muốn ấy.
- Ăn vố, trả vố: đây là thể thức thường dùng khi chỉ có hai người chơi, mỗi người sẽ lần lượt đặt hoặc cho con quay của mình quay để người còn lại bổ.

## Từ ngữ dùng trong trò chơi
- Vố: vết (lõm, xước) được tạo ra khi bị đinh của con quay khác bổ trúng.
- Ngủ: con quay quay "tít" xung quanh trục của nó đồng thời nhìn gần như đang được đặt đứng tại chỗ trên mặt đất, ở mức độ cao hơn gọi là ngủ lịm.
- Vu: âm thanh phát ra khi con quay quay.
- Càng vố càng vu, chẻ tu càng tít: câu nói hay được dùng để tự an ủi hoặc an ủi người chơi khác (nhưng cũng có lúc để chế diễu) khi con quay bị nhiều vố thậm chí tu bị nứt, sứt mẻ.
- Hầm cù tiện sướng hơn tiên. Ba đời tiên mới được hầm cù tiện.
- Quay tu đi tù X năm, trong đó X là số đếm, ví dụ Quay tu đi tù 2 năm, hàm ý quy định luật chơi theo đó nếu người chơi bổ sai kỹ thuật dẫn đến con quay không quay bằng đinh mà quay bằng đầu kia thì sẽ bị hầm X lượt. Câu này cũng được dùng để chế diễu người chơi bổ sai kỹ thuật.

## Đánh quay ở các nơi khác trên thế giới

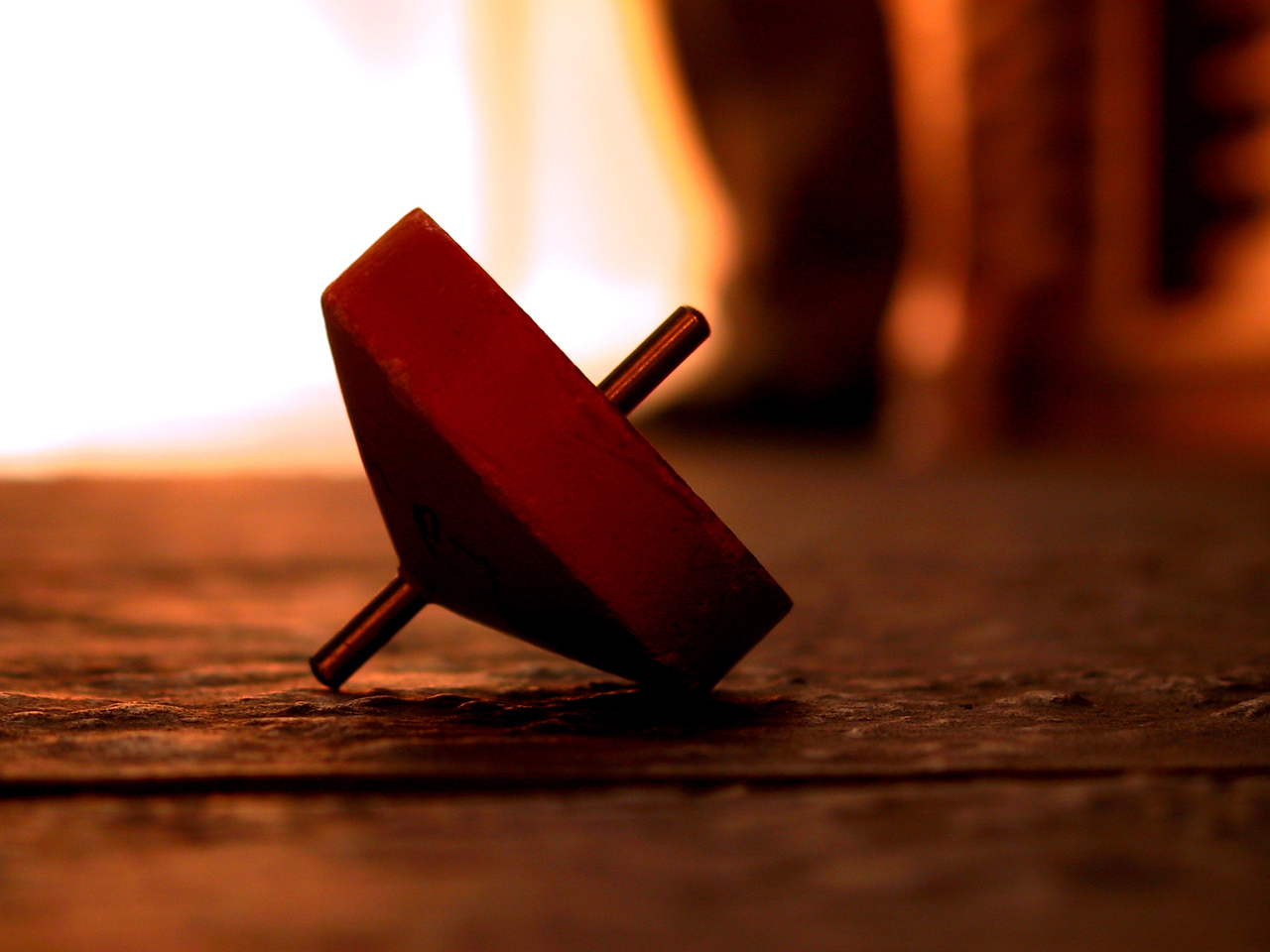
Một con quay Nhật Bản

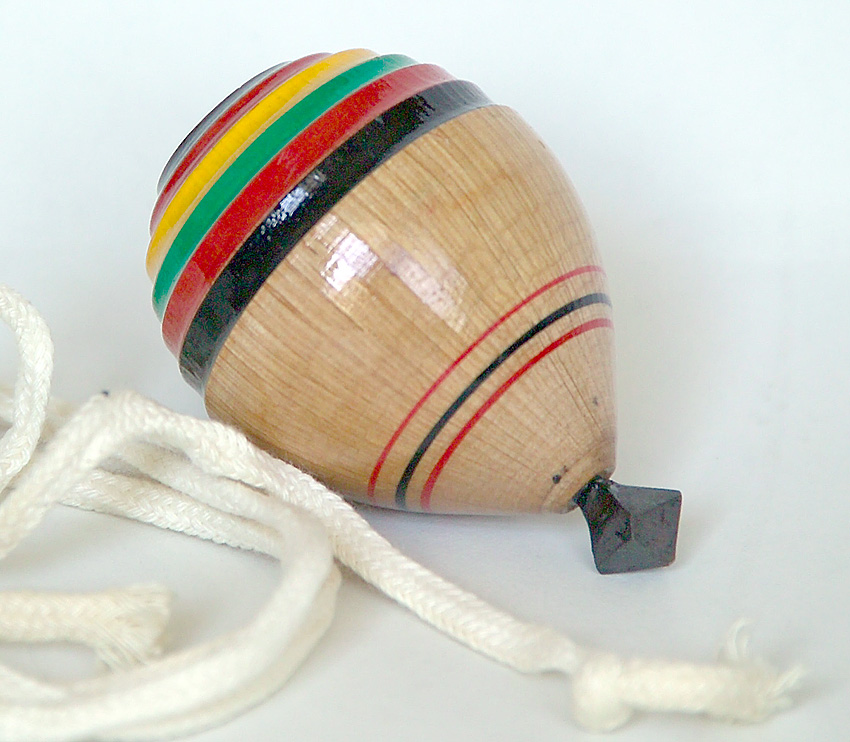
Trompo

Chơi quay là một trò chơi ưa thích của trẻ con ngày xưa, ngày nay đã ít và dường như không thấy xuất hiện ở các đô thị. Ở Hà Nội xưa, có thể tìm mua quay trên Phố Tố Tịch hoặc Phố Hàng Quạt.
Theo các kết quả khảo cổ học thì con quay là một trong những loại đồ chơi rất cổ xưa của loài người. Trò chơi tương tự đánh quay ở Việt Nam, có thể thấy ở nhiều vùng trên thế giới:
- Ở các nước châu Á như Trung Quốc, Nhật Bản, Hàn Quốc...chơi quay cũng là trò chơi dân gian khá phổ biến, trò này còn được chơi ở bang Tamil Nadu ở Ấn Độ (gọi là bambaram), ở Philippines (gọi là trumpo)...
- Trò trompo (từ tiếng Tây Ban Nha để chỉ con quay) được chơi phổ biến ở các nước Mỹ Latin, México, Peru, Colombia, Nicaragua... thường tổ chức những cuộc thi chơi trompo. Trompo được cho là du nhập từ Nhật Bản khi người México đưa nó về.
- Mỹ còn tổ chức giải vô địch quốc gia về chơi quay ở Chico, bang California và giải vô địch thế giới ở Orlando, bang Florida

## Con quay và đánh quay trong văn học nghệ thuật
- Đồng dao:

Cút ca cút kít
Làm ít ăn nhiều
Nằm đâu ngủ đấy
Nó lấy mất cưa
Lấy gì mà kéo...
- Bài thơ: Kiếp con quay của Tản Đà Nguyễn Khắc Hiếu:

Trời sinh ra tớ kiếp con quay, 
Quay tít mù xanh nghĩ cũng hay. 
Lì mít giang sơn khi chóng mặt, 
Đùng lăn thiên địa lúc rời tay. 
Lăng băng thân thế đi, đi, đứng, 
Nghiêng ngả quan hà tỉnh, tỉnh, say. 
Thân tớ ví to bằng quả đất, 
Cũng cho thiên địa có đêm ngày.